# Communauté de communes de la Thiérache Ardennaise
Die Communauté de communes de la Thiérache Ardennaise ist ein ehemaliger französischer Gemeindeverband (Communauté de communes) im Département Ardennes und der Region Champagne-Ardenne. Er wurde am 30. Dezember 2002 gegründet. Mit Wirkung vom 1. Januar 2014 fusionierte der Gemeindeverband mit der Communauté de communes de la Région de Signy-le-Petit und bildete dadurch die neue Communauté de communes Ardennes Thiérache.

## Ehemalige Mitgliedsgemeinden
1. Antheny
2. Aouste
3. Aubigny-les-Pothées
4. Blanchefosse-et-Bay
5. Bossus-lès-Rumigny
6. Cernion
7. Champlin
8. Estrebay
9. Flaignes-Havys
10. Girondelle
11. Hannappes
12. L’Échelle
13. La Férée
14. Le Fréty
15. Lépron-les-Vallées
16. Liart
17. Logny-Bogny
18. Marby
19. Prez
20. Remilly-les-Pothées
21. Rouvroy-sur-Audry
22. Rumigny
23. Vaux-Villaine